# Колома, Карлос
Карлос Колома де Саа (исп. Carlos Coloma de Saa; 1566/1567, Эльда — 23 октября 1637, Мадрид), 1-й маркиз де Эспинар — испанский военачальник, государственный деятель, дипломат и историк.

## Биография
Младший сын Хуана Коломы, 1-го графа Эльды, и Исабели де Саа.
В ранней юности поступил на военную службу. В 1580—1581 годах участвовал в Португальском походе герцога Альбы. Четыре года служил на галере на Сицилии, затем в 1588 году был направлен в Нидерланды, где сражался как пикинёр и кавалерист.
В кампанию 1589 года воевал в составе терсио Хуана дель Агилы и получил серьёзное ранение после неудачного нападения на Остенде. В конце 1591 года после смерти графа де Луны получил от Алессандро Фарнезе командование ротой испанских пикинёров. Участвовал в походах во Францию для поддержки Католической лиги, в 1592 году сражался в битве при Омале, был при осаде Руана, отличился в битве при Дуллане в 1595 году. В кампанию 1596 года снова отличился при взятии Кале, и в следующем году был принят в рыцари ордена Сантьяго, несмотря на то, что его предки были обращенными. Тогда же получил небольшую пенсию из доходов Неаполитанского королевства, а эрцгерцогом Альбрехтом был назначен кампмейстером терсио, состоявшим из испанцев, немцев, итальянцев, ирландцев и бургундцев.
В 1597 году участвовал в неудачной попытке отбить Амьен, следующие два года воевал в Нидерландах, в том числе принимал участие в боях под Райнбергом и на острове Боммел.
При Филиппе III был отозван из Нидерландов, и 17 июня 1600 был назначен губернатором Перпиньяна и наместником округов Руссильон, Сердань и Конфлан. В 1611—1617 годах был вице-королем Майорки. При нём был построен форт Сан-Карлос, доминирующий над заливом Пальмы, в котором теперь находится военный музей.
В 1617 году был снова направлен в Нидерланды, где по распоряжению короля занял должность шателена Камбре и губернатора Камбрези. В течение 15 лет исполнял их номинально, поскольку находился, в основном при дворе в Брюсселе. Участвовал в Пфальцской войне в составе армии Спинолы. В 1620 году захватил Кройцнах, ставший штаб-квартирой испанских войск. Затем по поручению Спинолы отправился к королевскому двору с просьбой о предоставлении людских и финансовых ресурсов.
После возвращения в Брюссель был назначен послом при английском дворе, куда прибыл в апреле 1622 года. В Англии Коломе, не располагавшему значительными ресурсами, пришлось решать Пфальцский вопрос, проблемы преследования католиков и английской экспансии в Вест-Индии. К ним добавилась неожиданная поездка принца Уэльского в Испанию, где тот хотел договориться о браке с инфантой Марией. Неудача этого брачного проекта, а также враждебность герцога Бэкингема привели к отставке Коломы 14 декабря 1624.
Вернувшись в Нидерланды, участвовал в осаде Бреды. Летом 1625 года, незадолго до нападения франко-савойцев на Геную, был назначен генерал-капитаном миланской легкой кавалерии. В 1626 году представил Филиппу IV доклад о состоянии обороны Миланского герцогства. В следующем году был возведен королем в титул маркиза де Эспинар, после чего снова прибыл в Нидерланды. После отставки Спинолы в январе 1628 некоторое время вместе с Хендриком ван ден Бергом временно командовал испанскими войсками. В 1629 году был генералом артиллерии. Письменно сообщил графу-герцогу Оливаресу о плачевном состоянии обороны Нидерландов.
Летом 1629 снова прибыл в Лондон, где провел сложные переговоры о мире с Англией. Карл I подписал договор 17 декабря 1630, а Филипп IV по условиям соглашения обещал посредничество в Пфальцском вопросе.
В феврале 1631 вернулся в Нидерланды, был генералом пехоты (1631—1633), в должности генерал-кампмейстера противостоял голландскому наступлению. Оказал помощь Брюгге и участвовал в деблокировании Антверпена, но измена части знати в 1632 году привела к потере Лимбурга, Маастрихта и ещё нескольких городов. В следующем году инфанта Изабелла обещала Коломе место среди пяти членов Регентского совета Нидерландов, но после смерти правительницы маркиз был отозван в Испанию, а летом 1635 занял должности временного генерал-капитана Миланского герцогства и военного губернатора Милана.
28 октября 1635 одержал победу над франко-савойско-пармской армией, осадившей Валенцу. Последние два года провел в Мадриде, где входил в состав Государственного совета.
В 1622 году опубликовал «Историю войн в Нидерландах (1588—1599)», где подробно описал военные действия, во многих из которых участвовал сам. В 1626 году опубликовал в Дуэ перевод «Анналов» и «Истории» Тацита, ставший в Испании классическим и переиздающийся до сих пор.

## Семья
Жена: Маргарета ван Лидекерке, дочь Антона ван Лидекерке и Луизы де Лабарр
Дети:
- Антонио (1601—1621), палатный дворянин эрцгерцога Альбрехта, капитан пикинёров, умер от болезни в лагере на Везеле во время осады Юлиха
- Карлос Игнасио, 2-й маркиз де Эспинар, маркиз де Эмбид, рыцарь ордена Сантьяго, палатный дворянин и капитан гвардии Хуана Австрийского в Испании (1647). Жена: Мария Полония Велес де Медрано. Брак бездетный
- Хосе (ум. 1.1659), каноник в Толедо
- Франсиско Альберто
- Антонио (ум. после 1659), рыцарь ордена Алькантары, полковник немецкого пехотного полка в Нидерландах, палатный дворянин Хуана Австрийского в Брюсселе (1658). Был холост
- Мария, придворная дама инфанты Изабеллы. Муж: Николас де Веласко Альтамирано, рыцарь ордена Сантьяго
- Херонима, монахиня ордена Сантьяго в монастыре Санта-Фе-ла-Реал в Толедо
- Хуана, монахиня ордена Сантьяго в монастыре Санта-Фе-ла-Реал в Толедо
- Маргарита, придворная дама инфанты Изабеллы. Муж: Хуан Васкес де Коронадо, 1-й маркиз де Монтерубио, губернатор Миланской цитадели, генерал-кампмейстер в Ломбардии
- Исабель. Муж: Луис де Перальта, 2-й виконт де Амбите, рыцарь ордена Сантьяго, стольник Филиппа IV, генеральный наместник Каталонии
- Бланка, придворная дама инфанты Изабеллы. Муж: Херонимо Брисеньо де Монрой, рыцарь ордена Сантьяго
- Луиса. Муж: Хосе Манрике де Лара, рыцарь ордена Сантьяго, кампмейстер
- Ана
- Ещё пять детей, умерших в юном возрасте

## Комментарии
1. ↑  Филипп IV утвердил его в этой должности ещё 4 марта 1630 (Пиренн А. «Нидерландская революция». М., 1937, с. 368)